# Ernst Gräfenberg
Pour les articles homonymes, voir Gräfenberg.
Ernst Gräfenberg, né le 26 septembre 1881 à Adelebsen, près de Göttingen, et mort le 28 octobre 1957 à New York, est un médecin et chercheur allemand.
Auteur de nombreuses publications sur des sujets variés, des métastases cancéreuses aux blessures par balle, il a connu surtout pour ses travaux en gynécologie une notoriété en grande partie posthume : l'anneau de Gräfenberg, dispositif intra-utérin qu'il a mis au point, a été internationalement reconnu comme moyen contraceptif deux ans après sa mort ; quant à la zone érogène que ses recherches sur le rôle de l'urètre féminin dans l'orgasme féminin l'ont conduit à localiser sur la paroi antérieure du vagin, elle a été l'objet d'une large vulgarisation, sous le nom de point G ou point de Gräfenberg, à partir de 1981.

## Biographie
Né en 1881, Ernst Gräfenberg étudie la médecine à Göttingen, chef-lieu de sa Basse-Saxe natale, ainsi qu'à Munich. Après un doctorat obtenu le 10 mars 1905 avec la mention summa cum laude, il commence à pratiquer dans le département d'ophtalmologie de l'université de Wurzbourg, puis dans celui d'obstétrique et de gynécologie de celle de Kiel, où il entame sa spécialisation. De ses années dans cette ville datent une douzaine d'articles dont l'un, en 1908, jette les bases de la « théorie de Gräfenberg » sur la propagation des métastases. Les deux années qui suivent voient la publication des résultats de ses travaux sur l'implantation de l'ovule.
En 1910, à l'issue de sa spécialisation, le docteur Gräfenberg s'installe comme gynécologue dans le quartier berlinois de Schönberg. À l'université de Berlin, il commence des recherches sur la physiologie de la reproduction, qui se traduisent au cours des deux années suivantes par trois nouveaux articles. Il est crédité de la mise au point du premier test d'ovulation. Médecin militaire pendant la Première Guerre mondiale, il sert notamment sur le front de l'Est, où il est souvent appelé pour l'accouchement de femmes russes (il fabrique lui-même une paire de forceps, l'instrument étant absent des fournitures disponibles). Le conflit réoriente ses efforts de recherche sans les interrompre, avec pour résultat sept publications sur des blessures par balle au thorax et à l'abdomen. Après la guerre, il poursuit son activité à Berlin-Charlottenburg et signe en 1918 la première description des relations entre la stimulation de la croissance du follicule ovarien et de l'endomètre et la variation cyclique de l'acidité des sécrétions vaginales. Cette étude est suivie de 1922 à 1931 par sept autres articles consacrés à la physiologie féminine.
Ses activités cliniques s'accompagnent chez Ernst Gräfenberg d'une prise de conscience de la situation des femmes, qui peut expliquer l'intérêt qu'il porte jusqu'à la fin de ses jours aux questions de contraception et de sexologie. En 1928, il devient membre du comité exécutif de la Société internationale de sexologie. La même année, après dix ans de recherche et la pose de plus de cent dispositifs intra-utérins, il donne à Berlin sa première conférence sur la contraception. Disposer d'une méthode contraceptive satisfaisante est pour lui le point le plus important dans le traitement des troubles psychosexuels féminins. Il présente à Londres et à Francfort un moyen contraceptif de son invention, l'« anneau de Gräfenberg ». Mais celui-ci est rejeté par la presque totalité des sommités de la gynécologie allemande, qui considèrent globalement la contraception intra-utérine comme une méthode médicalement inacceptable.
En 1933, le docteur Gräfenberg, juif, doit démissionner de la direction du service de gynécologie et obstétrique de Britz-Berlin. Dans l'Allemagne nazie, toute promotion de la contraception, tout conseil contraceptif, deviennent illégaux. En 1934, alors qu'un collègue réfugié aux États-Unis l'invite à suivre son exemple, il refuse, s'estimant assez protégé par les nombreuses épouses de hauts dignitaires du régime que compte sa clientèle. Il est pourtant arrêté en 1937, sous l'accusation d'avoir sorti d'Allemagne en contrebande un timbre de valeur. Alerté par des membres influents de la Société internationale de sexologie, le consulat américain entame des négociations, versant une forte rançon. L'obtention de sa libération est attribuée à la détermination de Margaret Sanger, figure du mouvement pour la liberté de contraception. En 1940, Ernst Gräfenberg parvient à quitter le pays et à gagner la Californie en passant par la Sibérie et le Japon.
Après avoir retrouvé à Hollywood d'anciens patients et amis, c'est à Chicago qu'il trouve d'abord à travailler, comme pathologiste. Il prépare en même temps les examens d'habilitation à l'exercice de la médecine, qu'il obtient en 1941. Il s'installe alors à New York, où son cabinet prospère et où il rejoint le corps médical du Mount Sinai Hospital. En 1944, il publie avec Robert Latou Dickinson (en) un article sur le « Contrôle de la conception au moyen d'une cape cervicale plastique ». Son article de 1950 sur le « Rôle de l'urètre dans l'orgasme féminin » est à la base des travaux ultérieurs sur la zone érogène baptisée « point G » en son honneur, ainsi que sur l'éjaculation féminine. En 1953, la maladie de Parkinson qui lui est diagnostiquée l'empêche de poursuivre son activité libérale. Il consacre alors ses efforts au Margaret Sanger Research Bureau de New York. Son histoire sexuelle personnelle fait partie des matériaux du rapport Kinsey, avec l'auteur duquel il s'était lié. Il meurt à New York le 28 octobre 1957,.

## Travaux

### Cancérologie: théorie de Gräfenberg
L'article de 1908 intitulé « Un cancer surrénal de la vulve en tant que métastase simple d'un cancer surrénal malin du côté gauche », qu'Ernst Gräfenberg publia à l'âge de 28 ans, pose les fondations de la « théorie de Gräfenberg », selon laquelle les métastases peuvent se développer de façon hématogène en remontant la circulation sanguine.
Il a été relevé par la suite que si cette théorie peut expliquer certains cas, comme celui de métastases vaginales issues d'une tumeur du rein gauche (la veine ovarique gauche, qui rejoint la veine rénale gauche, offre une voie de propagation directe du rein au plexus pampiniforme (en)), elle n'est pas généralisable, par exemple au cas d'une tumeur du rein droit (la veine ovarique droite se draine directement dans la veine cave inférieure).

### Contraception: anneau de Gräfenberg

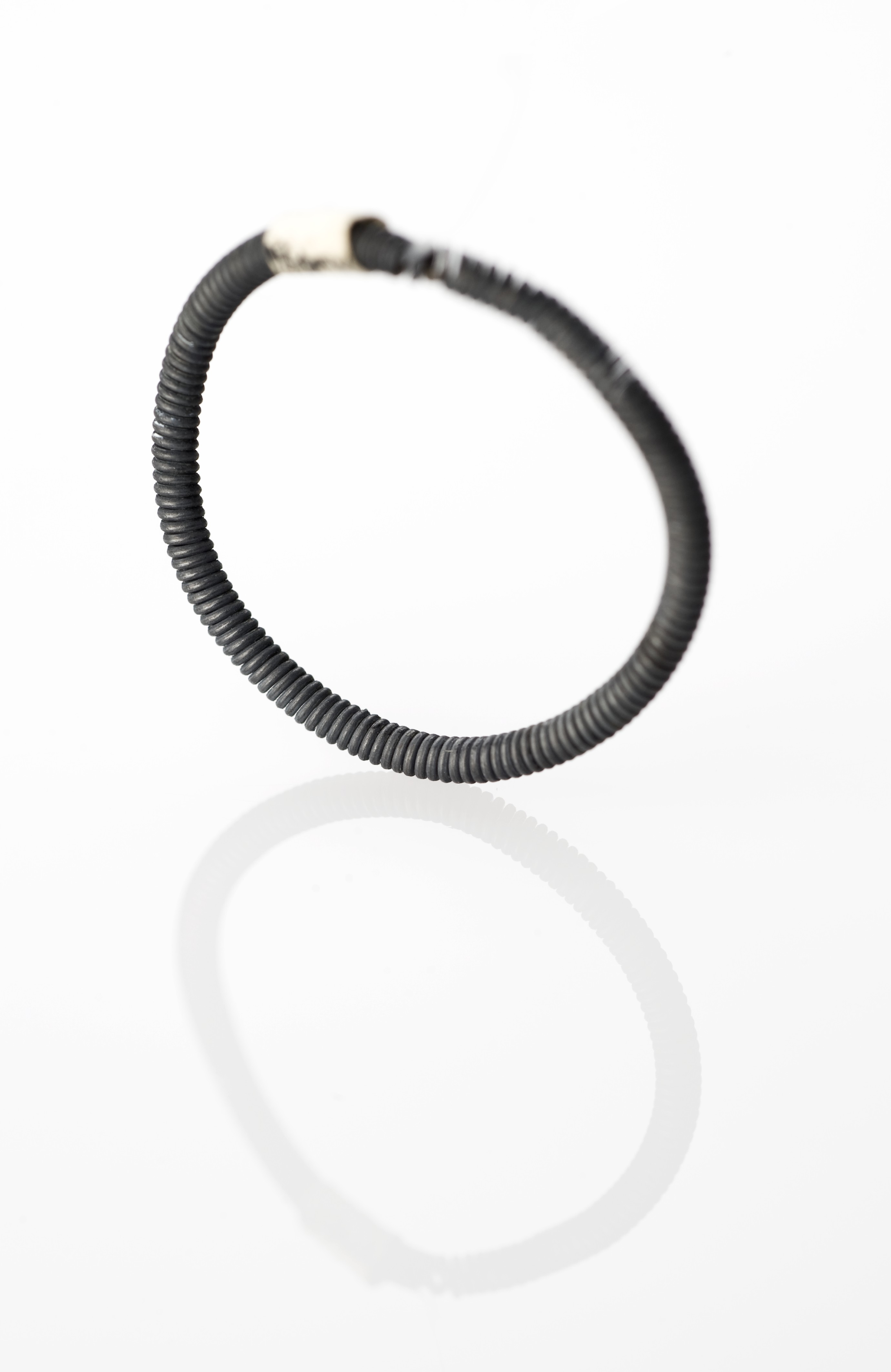
Un anneau de Gräfenberg.

En 1929, Ernst Gräfenberg était le premier à publier des résultats cliniques mesurant l'efficacité d'un dispositif intra-utérin, en l'occurrence un anneau de fil de suture en soie : 3 % de grossesses sur 1 100 cas. L'année suivante, il enregistrait des résultats encore meilleurs — un taux de grossesse de 1,6 % — avec les 600 utilisatrices d'un « anneau de Gräfenberg » amélioré, où un fil d'argent était enroulé autour de la boucle de soie. Sans qu'il en ait eu connaissance, l'argent utilisé comportait en fait 26 % de cuivre, ce qui contribua — même si cet effet du cuivre ne fut reconnu que près de 40 ans plus tard — à l'efficacité accrue du dispositif.
Ernst Gräfenberg insistait sur les conditions de stricte asepsie à respecter lors de l'insertion de l'anneau et sur l'importance d'un suivi régulier dans cette méthode contraceptive. Au cours des années suivantes, de nombreux gynécologues soulignèrent la différence entre l'anneau de Gräfenberg, confiné dans l'utérus, et les pessaires et autres dispositifs intra-utérins alors en usage, qui maintenaient une connexion entre les cavités vaginale et utérine. Des biopsies montraient l'absence de signes d'inflammation de l'endomètre après un an d'usage (par la suite, des autopsies ont retrouvé des anneaux portés respectivement pendant 24 et 58 ans). Pourtant, rapidement, un grand nombre de rapports associèrent anneau de Gräfenberg et atteinte inflammatoire pelvienne. En 1931, les résultats du docteur Gräfenberg étaient récusés par ses confrères et son dispositif banni d'Allemagne, englobé dans le rejet que suscitaient les taux élevés d'infection causés par les autres dispositifs.
Aux États-Unis, l'accueil ne fut pas plus favorable et de façon générale le monde occidental ne prit connaissance des progrès accomplis en matière de dispositifs intra-utérins que bien après la Deuxième Guerre mondiale. L'anneau de Gräfenberg n'acquit une reconnaissance internationale qu'en 1959. Remplacé au cours des années 1960 par les dispositifs intra-utérins en matière plastique, il a été prescrit de nouveau à l'approche des années 2000 parce qu'à la différence de ces derniers, il est dénué de fil libre, ce qui élimine les risques d'infection par ce biais.

### Sexologie
Dans son article de 1950 sur le « Rôle de l'urètre dans l'orgasme féminin » (Gräfenberg 1950), tout en relevant qu'un pourcentage relativement élevé de femmes n'atteignaient pas l'orgasme au cours du coït, Ernst Gräfenberg — s'opposant de fait aux conceptions de Sigmund Freud — s'élevait contre la réduction de la sexualité féminine à l'orgasme vaginal et notait que « l'absence d'orgasme et la frigidité sont deux choses distinctes. […] Une femme qui ne ressent que l'orgasme clitoridien n'est pas frigide et, parfois, est même plus active sexuellement parce qu’elle est en chasse d'un partenaire masculin qui l'aide à accomplir ses rêves et ses désirs érotiques ». Il délimitait ainsi le cadre de sa recherche : « Bien que l'érotisme féminin ait fait l'objet de discussions depuis des siècles, voire des milliers d'années, les problèmes de la satisfaction féminine ne sont pas encore réglés […] La solution du problème serait plus avancée si les sexologues savaient exactement de quoi ils parlent. Il faut d'abord déterminer les critères de la satisfaction sexuelle […] ». Il ajoutait : « D'innombrables points érogènes sont répartis sur tout le corps, d'où la satisfaction sexuelle peut être suscitée, ils sont si nombreux que nous pouvons presque dire qu'il n'est aucune partie du corps féminin qui ne donne de réponse sexuelle, il faut seulement que le partenaire trouve ces zones érogènes »,.

#### Point de Gräfenberg
À propos de la sensibilité vaginale, Ernst Gräfenberg précisait : « Une zone érotique a toujours pu être mise en évidence sur la paroi antérieure du vagin, le long de l'urètre ». Il poursuivait : « Même quand il y avait une bonne réponse de l'ensemble du vagin, cette zone particulière était plus facilement stimulée par le doigt que les autres. Les femmes testées de cette façon savaient toujours quand le doigt glissait et s'éloignait de l'urètre, par la détérioration de leur stimulation sexuelle. Pendant l'orgasme, cette zone est pressée vers le bas contre le doigt, comme une petite cystocèle faisant saillie dans le conduit vaginal […] On peut constater cela chez toutes les femmes, beaucoup plus souvent que les contractions spasmodiques des muscles élévateurs du plancher pelvien, décrites comme symptômes objectifs de l'orgasme féminin par Levine ».
Ernst Gräfenberg reliait ce constat au caractère érogène de l'urètre : il relatait des cas observés de femmes qui s'étaient masturbées en y introduisant une épingle à cheveux et dont certaines s'étaient retrouvées aux urgences, l'objet étant parti dans la vessie. Il ajoutait : « Analogue à l'urètre masculin, l'urètre féminin semble également entouré d'un tissu érectile […] Au cours de la stimulation sexuelle, l'urètre féminin se met à grossir et devient facilement perceptible au toucher […] La partie la plus excitable est située sur l'urètre postérieur, à sa sortie du col de la vessie ». Relevant les cas de frigidité constatés après des hystérectomies ayant touché la paroi antérieure du vagin, il en déduisait l'importance du rôle de cette zone dans le déclenchement de l'orgasme.
La région en question parait être la même que celle désignée dans les écrits tantriques sous le nom de kanda, et dont la tradition taoïste fait la « perle noire » de l'érotisme. Au XVIIe siècle, l'anatomiste et médecin néerlandais Reinier De Graaf avait fait mention d'une zone associée à l'éjaculation féminine, décrivant un « tissu glandulaire autour de l’urètre qui libère un liquide glaireux et rend la femme plus désirable par son odeur âcre et salée ». Le terme « point G », forgé en hommage à Ernst Gräfenberg, apparait en 1981 dans un article collectif de F. Addiego et al., également consacré à l'éjaculation féminine (Addiego et al. 1981). L'un de ses auteurs, Beverly Whipple, est plus particulièrement à l’origine de la large diffusion médiatique qu'a connu le « point de Gräfenberg » dans les années suivantes, notamment par la publication en 1982, avec John Perry et Alice Kahn Ladas, d'un ouvrage consacré à ce sujet et à destination du grand public (Whipple, Perry et Kahn Ladas 1982).

#### Éjaculation féminine
Dans le même article, Ernst Gräfenberg écrivait, à propos de ce qui a été qualifié par la suite d'éjaculation féminine : « Si l'on a l'occasion d'observer l'orgasme de ces femmes, on peut constater que de grandes quantités d'un fluide clair et transparent sont expulsées non de la vulve, mais de l'urètre. Au début, j'ai pensé à un dysfonctionnement du sphincter de la vessie causé par l'intensité de l'orgasme. L'expulsion involontaire d'urine est documentée dans la littérature sur la sexualité. Dans les cas que nous avons observés, le fluide a été examiné et n'avait pas de caractère urinaire. Je suis enclin à croire que l'« urine » censée être expulsée lors de l'orgasme féminin n'est pas constituée d'urine, mais uniquement de sécrétions des glandes intra-urétrales corrélées avec la zone érotique située le long de l'urètre dans la paroi vaginale antérieure. De plus, les abondantes sécrétions qui accompagnent l'orgasme n'ont aucune explication lubrificatrice, sinon elles seraient produites au début des rapports sexuels et non au sommet de l'orgasme. »

#### Publications citées
- (en) Ernst Gräfenberg, « The Role of Urethra in Female Orgasm », International Journal of Sexology, vol. 3, no 3,‎ 1950, p. 145–149 (lire en ligne [PDF])
- (en) F. Addiego, E.G. Belzer, J. Comolli, W. Moger, J.D. Perry et B. Whipple, « Female ejaculation: a case study », Journal of Sex Research, vol. 17, no 1,‎ 1981, p. 13–21 (DOI 10.1080/00224498109551094)
- (en) Beverly Whipple, John Perry et Alice Kahn Ladas, The G-Spot and Other Recent Discoveries about Human Sexuality, 1982
- Walter Jonat (de), Christian Andree, Thoralf Schollmeyer (de): Kieler Universitäts-Frauenklinik und Michaelis-Hebammenschule 1805–2005. 1. Auflage. Thieme, Stuttgart 2005,  (ISBN 3-131-42031-6).

#### Publications utilisées
- Élisa Brune, La Révolution du plaisir féminin : Sexualité et Orgasme, Éditions Odile Jacob, 2012, 464 p. (ISBN 978-2-7381-8075-9, lire en ligne)
- Marie-Hélène Colson, « L’orgasme des femmes, mythes, défis et controverses », Sexologies, no 19,‎ 2010, p. 39-47 (DOI 10.1016/j.sexol.2009.11.003, lire en ligne [PDF])
- « L'homme qui aimait les femmes », sur Second Sexe, 13 mai 2015
- (de) Matthias David, Frank C. K. Chen et Jan-Peter Siedentopf, « Ernst Gräfenberg: Wer (er)fand den G-Punkt? », Ärzteblatt,‎ novembre 2005, p. 498-500 (lire en ligne, consulté le 13 juin 2017)
- (en) Beverly Whipple, « Ernst Gräfenberg: From Berlin to New York », Scandinavian Journal of Sexology, vol. 3, no 2,‎ août 2000, p. 43-49 (lire en ligne, consulté le 10 mai 2017)
- (en) « Evolution and Revolution: The Past, Present, and Future of Contraception », The Contraception Report, vol. 10, no 6,‎ février 2000, p. 15-25 (lire en ligne [PDF], consulté le 28 juin 2017)
- (en) The American Journal of Cancer, vol. 28, Lancaster Press, 1936 (lire en ligne), p. 26-30